# Gran Premio de Llodio
De Gran Premio Internacional de Llodio (ook wel bekend als de Clásica de Álava) is een voormalige eendaagse wielerwedstrijd die jaarlijks in begin juni werd verreden in Llodio (Baskenland), Spanje.
De wedstrijd was onderdeel van de UCI Europe Tour en kende een classificatie van 1.1.

## Lijst van winnaars

### Meervoudige winnaars
| Overwinningen | Renner           | Land   | Jaren              |
| ------------- | ---------------- | ------ | ------------------ |
| 3             | Domingo Perurena | Spanje | 1969 + 1970 + 1972 |
| 2             | Anton Barrutia   | Spanje | 1953 + 1954        |
| 2             | Antonio Ferraz   | Spanje | 1958 + 1959        |

### Overwinningen per land
| Overwinningen | Land              |
| ------------- | ----------------- |
| 58            | Spanje            |
| 2             | Rusland           |
| 1             | Italië, Venezuela |